# Mons Rümker
El Mons Rümker és un volcà aïllat que es troba en la part nord-oest de la cara visible de la Lluna, en la part nord de l'Oceanus Procellarum. Les seves coordenades selenogràfiques són 40.8° Nord, 58.1° Oest. Té forma de monticle gran i elevat, amb un diàmetre de 70 quilòmetres. Ascendeix a una elevació màxima d'aproximadament 1.100 metres sobre la plana circumdant.

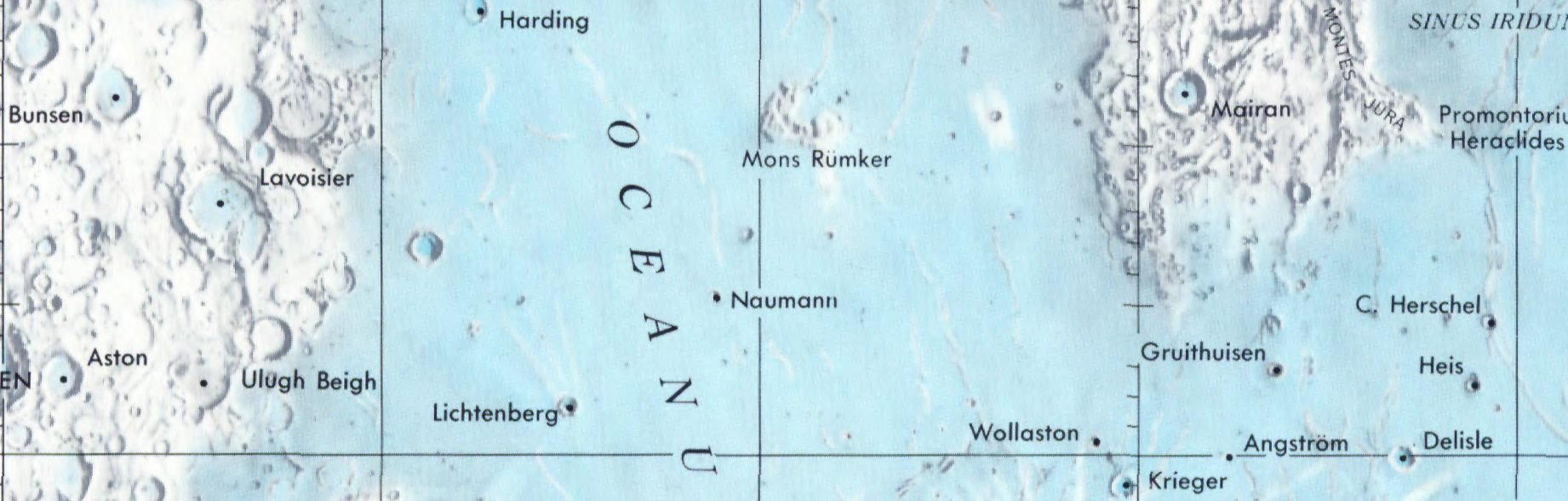
Localització del Mons Rümker, al centre del sector nord de l'Oceanus Procellarum

La seva principal particularitat és que presenta una concentració de 30 doms lunars, una sèrie d'inflors arrodonides en la seva part superior, que en molts casos posseeixen un petit cràter en el cim. Són elements pràcticament circulars, amb un pendent suau que s'eleva uns pocs centenars de metres fins al seu punt central. Les cúpules lunars són el resultat de l'erupció de la lava a través de grups de respiradors localitzats, seguida d'un refredament relativament lent.
Està envoltat per un escarpament que el separa del mare adjacent. L'altiplà s'eleva a una altitud de 900 m cap a l'oest, uns 1100 m en el costat sud i uns 650 m a l'est. La superfície del Mons Rümker és relativament uniforme, amb una forta signatura espectroscòpica del mateix material que forma el mare lunar. El volum estimat de lava expulsada per crear aquesta formació és d'uns 1800 km3.

## Denominació
Deu el seu nom a l'astrònom alemany Karl Rümker (1788-1862).

## Cràters satèl·lit
Per convenció aquests elements són identificats en els mapes lunars posant la lletra en el costat del punt central del cràter que està més proper a Rümker. Es tracta d'un conjunt de vuit petits cràters d'impacte amb forma de bol (el major d'ells, Rümker Y, no supera els 7 km de diàmetre), dispersos sobre l'àmplia superfície de l'Oceanus Procellarum que envolta al Mons Rümker.
|        | \| Rümker \| Coordenades \| Diàmetre \| \| ------ \| ------------------------------------ \| -------- \| \| C \| 41° 00′ N, 58° 00′ O / 41.0°N,58.0°O \| 4,29 km \| \| E \| 38° 00′ N, 57° 00′ O / 38.0°N,57.0°O \| 6,79 km \| \| F \| 37° 00′ N, 57° 00′ O / 37.0°N,57.0°O \| 5,05 km \| \| H \| 40° 00′ N, 52° 00′ O / 40.0°N,52.0°O \| 4 km \| \| K \| 42° 00′ N, 56° 00′ O / 42.0°N,56.0°O \| 3,01 km \| \| L \| 43° 00′ N, 57° 00′ O / 43.0°N,57.0°O \| 3,37 km \| \| S \| 42° 00′ N, 63° 00′ O / 42.0°N,63.0°O \| 3,02 km \| \| T \| 42° 00′ N, 64° 00′ O / 42.0°N,64.0°O \| 3,23 km \| |          |
| Rümker | Coordenades | Diàmetre |
| C      | 41° 00′ N, 58° 00′ O / 41.0°N,58.0°O | 4,29 km  |
| E      | 38° 00′ N, 57° 00′ O / 38.0°N,57.0°O | 6,79 km  |
| F      | 37° 00′ N, 57° 00′ O / 37.0°N,57.0°O | 5,05 km  |
| H      | 40° 00′ N, 52° 00′ O / 40.0°N,52.0°O | 4 km     |
| K      | 42° 00′ N, 56° 00′ O / 42.0°N,56.0°O | 3,01 km  |
| L      | 43° 00′ N, 57° 00′ O / 43.0°N,57.0°O | 3,37 km  |
| S      | 42° 00′ N, 63° 00′ O / 42.0°N,63.0°O | 3,02 km  |
| T      | 42° 00′ N, 64° 00′ O / 42.0°N,64.0°O | 3,23 km  |